# Caryospora langloisii
Caryospora langloisii är en svampart som beskrevs av Ellis & Everh. 1888. Caryospora langloisii ingår i släktet Caryospora och familjen Zopfiaceae.   Inga underarter finns listade i Catalogue of Life.